# Kirgizfilm
Kirgizfilm (ros. Киностудия Киргизфильм) – kirgiska (niegdyś radziecka) wytwórnia filmowa z siedzibą w Biszkeku. Została utworzona we Frunze w 1942 roku na bazie uzbeckiego zjednoczenia państwowego „Uzbekkino”. Od 17 listopada 2002 roku nosi imię Töłömusza Okiejewa.

## Ważniejsze filmy
- 1955: Sałtanat,  w roli głównej Baken Kydykejewa (jako Sałtanat)[1]
- 1961: Pieriewał,  w roli głównej Baken Kydykejewa (jako Rajchan)[2]
- 1965: Pierwszy nauczyciel, w reżyserii Andrieja Konczałowskiego, w roli głównej Natalja Arinbasarowa[3]
- 1969: Dżamila, reż. Irina Popławska, w roli głównej Natalja Arinbasarowa[4]
- 1972: Pokłoń się ogniowi, w roli głównej Tattybübü Tursunbajewa[5]
- 1975: Czerwone jabłko, reż. Töłömusz Okiejew[6]
- 1990: Płacz pierielotnoj pticy, w roli głównej Szajyr Kasymalijewa jako Sejde (kirg.: Сейде)[7][8]